# 29401 Asterix
29401 Asterix este un asteroid din centura principală, descoperit pe 1 octombrie 1996, de Miloš Tichý și Zdeněk Moravec.